# Модрицька сільська рада
Модрицька сільська рада — орган місцевого самоврядування у Дрогобицькому районі Львівської області з адміністративним центром у с. Модричі.

## Загальні відомості
Історична дата утворення: в 1995 році. Водоймища на території, підпорядкованій даній раді: річка Вишенька.

## Історія
Львівська обласна рада рішенням від 7 жовтня 2008 року у Дрогобицькому районі уточнила назви Модричівської сільради на Модрицьку.

## Населені пункти
Сільській раді підпорядковані населені пункти:
- с. Модричі

## Склад ради
Рада складається з 16 депутатів та голови.